# Výbor Evropského parlamentu pro regionální rozvoj
Výbor pro regionální rozvoj (REGI) je výbor Evropského parlamentu. Jeho současným předsedou, zvoleným 10. července 2019, je Younous Omarjee.

## Výzkumná služba
Výbor je přímo podporován výzkumnou službou, politickým oddělením pro strukturální politiku a politiku soudržnosti. Většina jeho výzkumných studií a briefingů je publikována online. Publikace nemusí nutně odrážet názor výboru.
Nejnovější publikace (stav k říjnu 2018):
- Externality politiky soudržnosti Archivováno 22. 10. 2018 na Wayback Machine.
- Státní podpora a politika soudržnosti Archivováno 7. 3. 2018 na Wayback Machine.
- Implementace politiky soudržnosti v programovém období 2014–2020 – AKTUALIZACE leden 2018 Archivováno 22. 1. 2018 na Wayback Machine.